# Боровица (Лузский район)
 Боровица  — посёлок в Лузском муниципальном округе Кировской области.

## География
Расположен на правом берегу реки Луза на расстоянии примерно 46 км на восток-юго-восток по прямой от города Луза.

## История
Поселение на этом месте известно было с 1891 года, в 1989 году проживало 683 человека. Строительство нового посёлка лесников Боровица в сосновом бору началось в 1946 году. В 1958 году организован филиал Боровицкого леспромхоза Лальского лестранхоза. В 1967 году рабочих было 467 человек, жителей — 1780. С 2006 по 2020 год находился в составе Папуловского сельского поселения.

## Население
Постоянное население составляло 497 человек (русские 96%) в 2002 году, 328 в 2010.